# Ariel X
Ariel X (Granada Hills, 15 de mayo de 1980) es una actriz pornográfica estadounidense, especialista en escenas lésbicas.

## Premios y nominaciones
- 2007: AVN Award (nominada) – Best Tease Performance – Sex Gallery[2]
- 2009: AVN Award (nominada) – Best All-Girl Group Sex Scene – Bad News Bitches 3[3]
- 2009: AVN Award (nominada) – Most Outrageous Sex Scene – Squirt Gangbang 2[3]
- 2010: AVN Award (nominada) – Most Outrageous Sex Scene – Pretty Sloppy 2[4]

## Otros proyectos
- Wikimedia Commons alberga una categoría multimedia sobre Ariel X.